# اندی دوگان
اندی دوگان (انگلیسی: Andy Duggan؛ زادهٔ ۱۹ سپتامبر ۱۹۶۷) بازیکن فوتبال اهل بریتانیا است.
از باشگاه‌هایی که در آن بازی کرده‌است می‌توان به باشگاه فوتبال هادرزفیلد تاون، باشگاه فوتبال هارتل پول یونایتد، باشگاه فوتبال روچدیل، و باشگاه فوتبال بارنزلی اشاره کرد.